# Cada noche
Cada noche, es un programa de entrevistas a personalidades conducido por Graciela Fernández Meijide, Silvina Chediek, Damián Glanz, Diego Scott y Marcelo Pasetti. En la primera edición estuvo Gerardo López. El programa se emitió desde el 19 de junio de 2017 hasta el 27 de diciembre de 2019 por la Televisión Pública Argentina.

## Conductores
- Graciela Fernández Meijide
- Silvina Chediek
- Marcelo Pasetti
- Damián Glanz
- Diego Scott
- Gerardo López (2017)

## Otras versiones
La franquicia "Cada noche", gracias al éxito del formato original, ha logrado expandirse en la grilla de la emisora estatal, que ha confiado en el programa, amparado en su éxito, para sumar distintas versiones derivadas en su programación.

### Cada noche Música(2019)
Es la versión del programa, se emitió los domingos a las 20:00hs desde el 8 de septiembre hasta el 29 de diciembre de 2019. Fue conducido por Marcelo Moura, entrevistaban a los Músicos.

## Premios y nominaciones
| Año  | Premios               | Categoría                   | Nominado(a) | Resultado |
| ---- | --------------------- | --------------------------- | ----------- | --------- |
| 2017 | Premios Martín Fierro | Mejor programa periodístico | Cada noche  | Nominado  |
| 2018 | Premios Martín Fierro | Mejor programa periodístico | Cada noche  | Nominado  |

- Datos: Q30912115